# Chřenovice (hrad)
Chřenovice jsou zřícenina hradu u stejnojmenné obce v okrese Havlíčkův Brod. Nachází se na ostrohu nad pravým břehem řeky Sázavy v nadmořské výšce okolo 370 metrů. Od roku 1963 je chráněn jako kulturní památka.

## Historie
Hrad byl založen před rokem 1289 Lévou z Janovic, který se pravděpodobně stal předkem rodu pánů z Chřenovic. Po polovině čtrnáctého století hrad patřil bratrům Milotovi a Bernartovi z Chřenovic. Někdy na počátku patnáctého století se majitelem hradu stal pražský měšťan Hanuš Otlinger, který jej brzy po roce 1414 prodal kutnohorskému měšťanovi Kunrátu Názovi. Posledním potomkem jeho rodu na Chřenovicích byl Jan Náz z Chřenovic připomínaný roku 1474, který někdy v té době hrad prodal pánům z Říčan. Ti jej připojili ke svému ledečskému panství, a chřenovický hrad byl opuštěn. Jako pustý se uvádí roku 1545.

## Stavební podoba

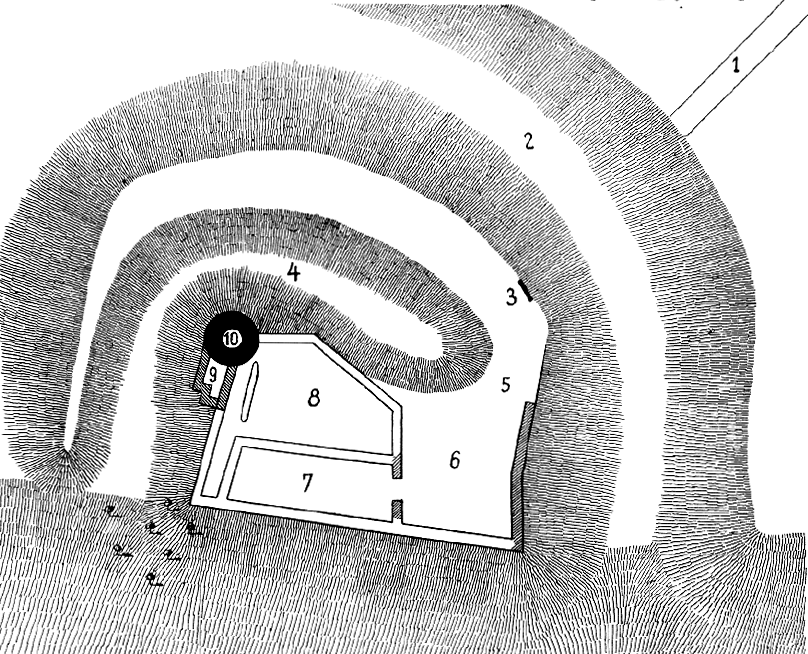
Půdorys hradu od Vojtěcha Krále z Dobré Vody publikovaný roku 1900 odpovídá novějším poznatkům jen částečně. Palác stával přibližně na rozhraní míst označených čísly 6 a 7 a na místě s číslem 9 bývala starší brána.

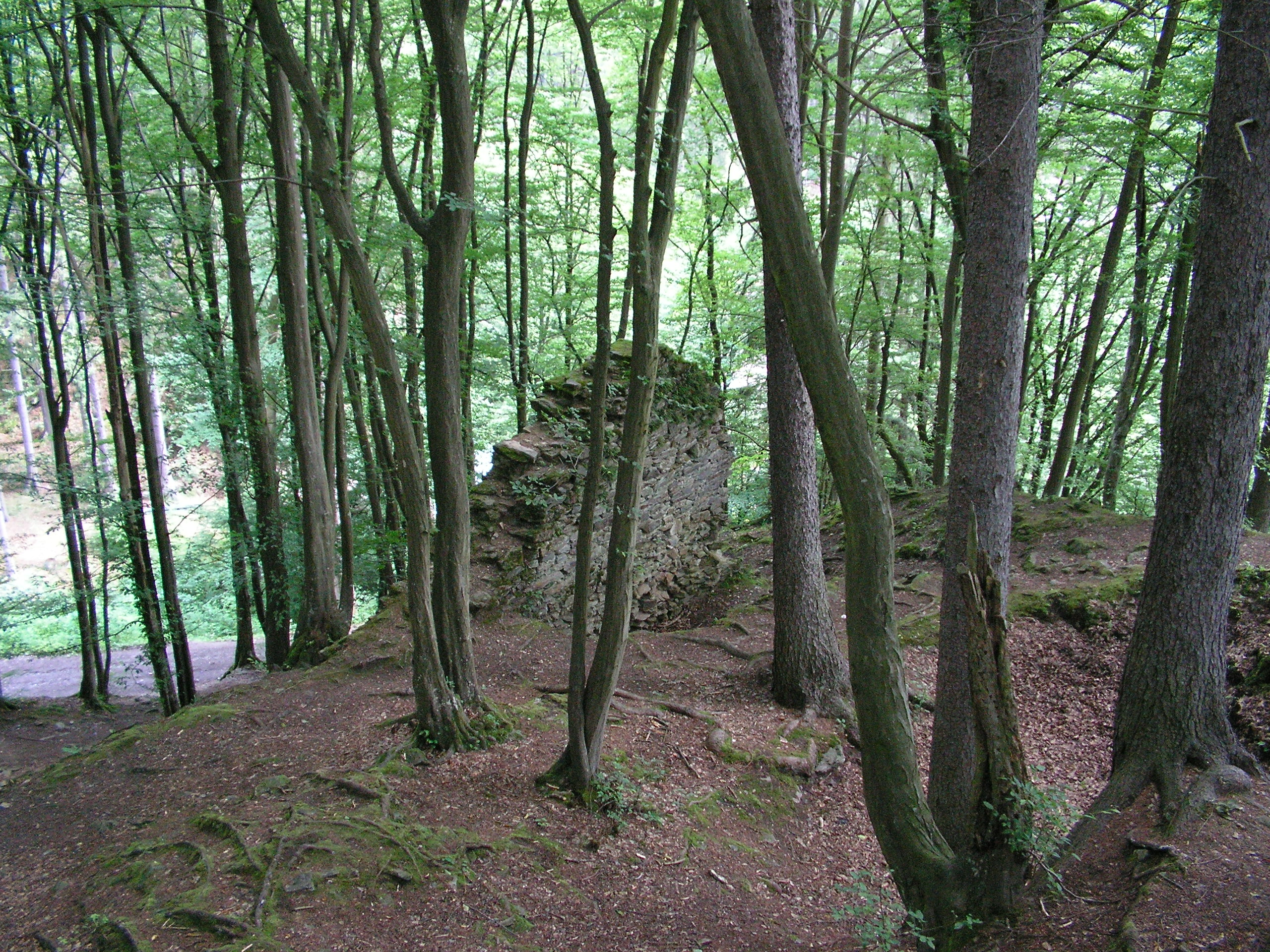
Fragment hradby

Chřenovice patří mezi hrady bergfritového typu. Stojí na ostrožně, jejíž šíji přetínají dva příkopy, za kterými se nachází hradní jádro s přibližně trojúhelníkovým půdorysem. V severozápadním nároží stojí původně do hradby zapojený okrouhlý bergfrit, pod kterým se v hradbě nacházela brána. Věž s přízemní tloušťkou zdí 2,5 metru se dochovala do výšky dvaceti metrů. Původně se do věže vstupovalo klenutým vchodem ve výšce dvanácti metrů. Podle otisku zdiva na věži byla hradba opatřená cimbuřím se zuby zakončenými stříškami. V protilehlém východním nároží stával palác.
Severovýchodní stranu jádra chránila navíc parkánová hradba a někdy v mladší stavební fázi byla do této části přesunuta vstupní brána. Během patnáctého století byly obranné možnosti posíleny předsunutou baštou, jejíž zdivo se částečně dochovalo až do devatenáctého století, ale později bašta zcela zanikla. Tvořila ji čtverhranná věž opevněná hradbou. Pozůstatky hradu byly v novověku poškozeny při výstavbě tanečního parketu.

## Přístup
Hrad stojí čtyři kilometry od Ledče nad Sázavou. Železniční zastávka Chřenovice–Podhradí je umístěna přímo pod zříceninou, ke které vede červeně značená turistická trasa.